# آيت حيي (أم ربيع)
آيت حيي هي إحدى مشيخات المملكة المغربية، تتبع جغرافيا لإقليم خنيفرة وإداريًا لأم ربيع. يقدر عدد سكانها بـ 1316 نسمة حسب الإحصاء الرسمي للسكان والسكنى لسنة 2004.